# ويلف تشارلتون
ويلف تشارلتون (بالإنجليزية: Wilf Charlton)‏ هو لاعب كرة قدم بريطاني في مركز نصف الجناح، ولد في 12 سبتمبر 1933 في Blyth, Northumberland ‏ في المملكة المتحدة، وتوفي في يناير 2016 في Kirklees ‏ في المملكة المتحدة. لعب مع نادي ترانمير روفرز ونادي ساوثبورت وهدرسفيلد تاون.